# Miranda July
Miranda July, född den 15 februari 1974 i Barre i Vermont, är en amerikansk författare, manusförfattare, skådespelare, musiker, konstnär och regissör. 

## Biografi
July har bland annat skrivit och regisserat filmen Me and You and Everyone We Know (2005) som hon även själv spelar huvudrollen i. Filmen vann priset Caméra d'Or på Filmfestivalen i Cannes 2005. I filmen skildras "normbrytande relationer mellan ensamma, tafatta människor som utmanar varandras trygghetszoner".
Hon har även skrivit novellsamlingen Ingen hör hemma här mer än du och haft diverse utställningar och performanceföreställningar. 2015 debuterade July som romanförfattare med boken The First Bad Man. Ett av hennes uppmärksammade konstprojekt var Learning to love you more (2002-2009) där July involverade konstnärer över hela världen att skapa konst genom olika uppmaningar som July skickade ut.
Julys konstnärskap kopplas oftast samman med stilen quirky i betydelsen absurt och skruvat på ett lite djupt och väldigt annorlunda sätt. Både hennes roman The First Bad Man och filmen Me and You and Everyone We Know har starka kopplingar till indie-kulturen i USA.

## Verk

### Filmografi
- 2005 – Me and You and Everyone We Know (Regi, manus, skådespelare)
- 2011 –  The Future (Regi, manus, skådespelare)

### Diskografi
- 1997 – 10 Million Hours a Mile
- 1998 – The Binet-Simon Test